# Août 1912

## Événements
- Trotski forme à Vienne le « bloc d’août », tentative de réunification de la social-démocratie qui échoue.
- 7 août :
  - Mongolie : capitulation de Kobdo à l’approche des troupes chinoises. Une intervention russe évite la reprise des hostilités. Kobdo rejoint le nouvel état mongol en hiver 1913.
  - Interdiction de l’atterrissage d’appareil à Paris.
  - Premier vol de l'Avro G.
- 11 - 18 aout : le 8e congrès mondial d’espéranto a lieu à Cracovie.
- 12 août : signature d'un accord en trois points entre le Tibet et la République de Chine sur le départ des ambans, en présence de représentants du Népal[1].
- 14 août : les États-Unis occupent le Nicaragua qui est le théâtre d’émeutes (1912-1925, 1926-1933).
- 15 août[2] : des nomades sahariens, menés par El Hiba (le sultan bleu), fils du marabout Ma El Aïnin s'emparent de Marrakech d’où ils sont rejetés par l'armée française le 6 septembre[3].

## Naissances
- 5 août : Abbé Pierre, prêtre français († 22 janvier 2007).
- 10 août :
  - Jorge Amado, écrivain brésilien († 6 août 2001).
  - Romain Maes, coureur cycliste belge († 22 février 1983).
- 12 août :
  - Samuel Fuller, réalisateur de cinéma américain († 30 octobre 1997).
  - Nikolaï Timkov, peintre russe († 25 décembre 1993).
- 23 août : Gene Kelly, acteur, chorégraphe et réalisateur américain († 2 février 1996).
- 24 août : Florence Blot, actrice française († 9 octobre 1994).
- 26 août : 
  - Giuseppe Beotti, prêtre italien, tué par les nazis, martyr catholique († 20 juillet 1944).
  - John Tinniswood, Supercentenaire britanniques, doyen masculin de l'humanité en 2024 († 25 novembre 2024).
- 29 août : Kenneth Allott, poète et universitaire Anglo-Irlandais († 23 mai 1973).

## Décès
- 13 août : Errol Bouchette, sociologue et journaliste.
- 20 août : William Booth, pasteur méthodiste britannique, fondateur de l'Armée du salut (° 10 avril 1829).